# ルクレティアの物語 (ボッティチェッリ)
『ルクレティアの物語』（ルクレティアのものがたり、伊: Le Storie di Lucrezia, 英: The Story of Lucretia）は、イタリアのルネサンス期の巨匠サンドロ・ボッティチェッリが1496年から1504年に制作した絵画である。油彩。主題は王政ローマ時代の伝説的な女性ルクレティアの物語から取られている。カッソーネあるいはスパッリエーラを飾る板絵として描かれた。『ウェルギニアの物語』（Le Storie di Virginia）の対作品で、両作品を合わせて『ルクレティアとウェルギニアの物語』と称されることもある。ボストンの女性美術収集家イザベラ・スチュワート・ガードナーが所有し、現在はイザベラ・スチュワート・ガードナー美術館に所蔵されている。

## 主題
オウィディウスの『祭暦』やリウィウスの『ローマ建国史』によると、ルクレティアは傲慢な第7代ローマ王タルクィニウス・スペルブスの時代の女性で、ルキウス・タルクィニウス・コッラティヌスの貞淑な妻であった。夫コッラティヌスはアルデアを攻略するローマ軍の戦列に加わったが、ある夜、コッラティヌスは王子セクストゥス・タルクィニウスらと戦場を抜け出して、妻たちの貞淑を確かめることになった。彼らがたがいの妻を覗き見ると、他の妻たちは夫が留守にしている間に宴会を楽しんでいたが、ルクレティアだけは貞淑に家を守っていた。セクストゥス・タルクィニウスはこれを見てルクレティアに恋をし、数日後ルクレティアを訪れ、脅迫して関係を強要した。セクストゥス・タルクィニウスが去るとルクレティアは父と夫を呼び出し、すべてを話した後に短剣を胸に突き刺して自殺した。この事件は大きな波紋を呼び、ルキウス・ユニウス・ブルトゥスによってタルクィニウス王は追放され、共和政に移行したと伝えられている。

## 作品

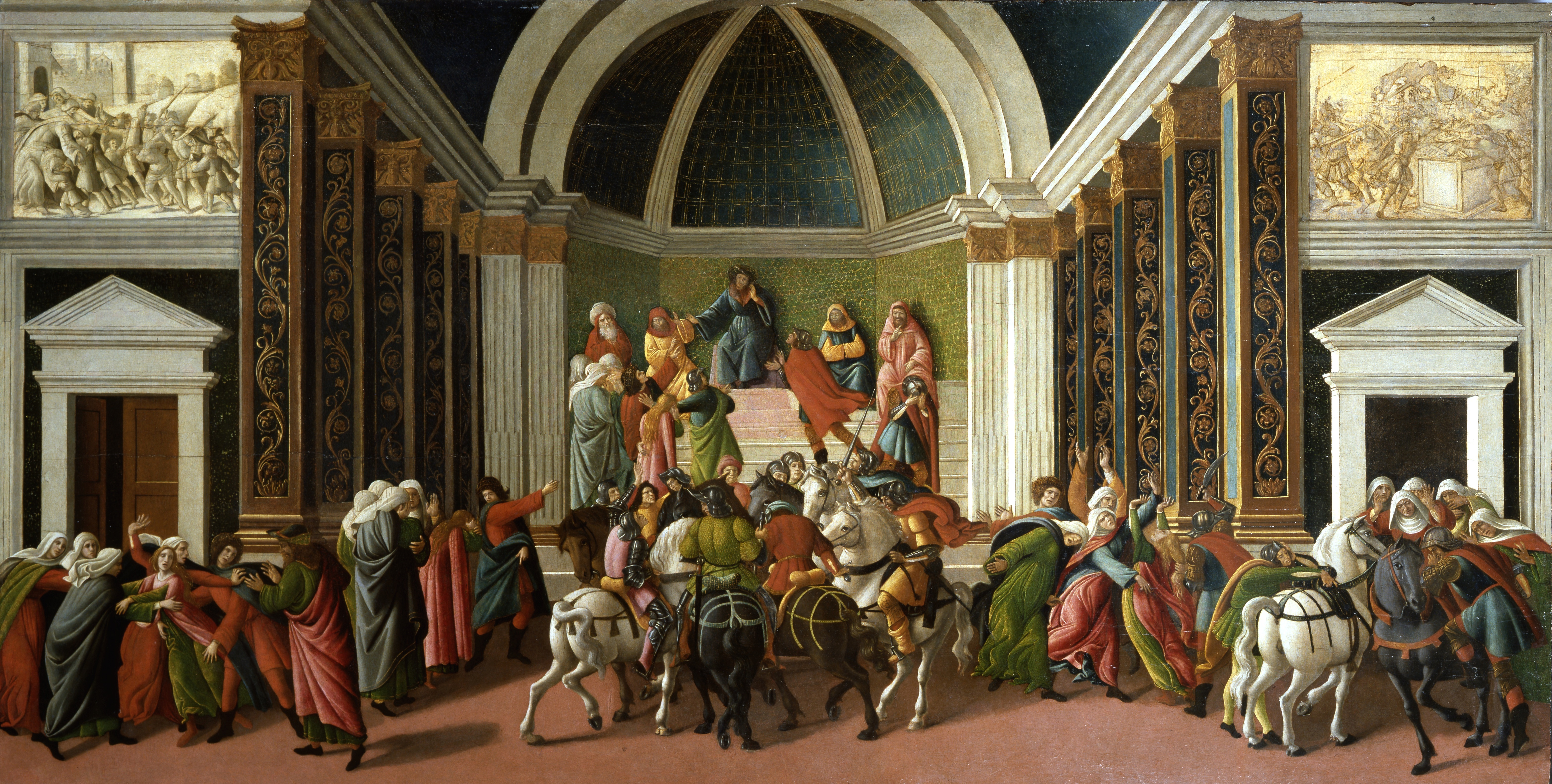
対作品『ウェルギニアの物語』。アッカデミア・カッラーラ所蔵。

本作品と『ウェルギニアの物語』が内容的に関連づけられていることは明らかである。なぜなら、ボッティチェッリはそれぞれの作品で、ルクレティアとウェルギニアの物語の3つの場面を、画面の左側、中央、右側の3つに分割して異時同図法的に描き、それらの場面を古代の建築要素で強調しているからである。また両作品はテーマにおいても関連性が認められ、どちらの物語も暴虐な支配者に対するローマ市民や兵士の反乱について言及している。
ボッティチェリは『ルクレティアの物語』の中で、関連性があると考えた様々な伝説の場面を組み合わせている。メインとなる場面は中央前景に示されている。また建築物のフリーズには、主にルクレティアの自殺後に起きた戦争のエピソードが描写されているようである。

### 画面両側
画面左のポーチでは、タルクィニウス王の息子セクストゥス・タルクィニウスがルクレティアを剣で脅迫し、服従を強要するシーンが描かれている。入口の上のフリーズにはローマの歴史ではなく、『旧約聖書』の女傑ユディトと彼女に首を切り落とされた暴君ホロフェルネスが描かれている。画面右のポーチでは、ルクレティアの自殺するシーンが描かれている。ルクレティアは家族の前で短剣を胸に突き刺しており、倒れこむ彼女を夫コッラティヌスが抱きとめようとしている。ポーチのフリーズには伝説的な隻眼の英雄ホラティウス・コクレスが描かれている。ホラティウスは最後のローマ王として追放されたタルクィニウスと彼の亡命を受け入れたエトルリア王ラルス・ポルセンナが軍事行動を起こした際に、ローマを守ったと伝えられている。

ディテール（画面左、画面中央左、画面中央、画面右）
タルクィニウス王の息子に関係を迫られるルクレティア
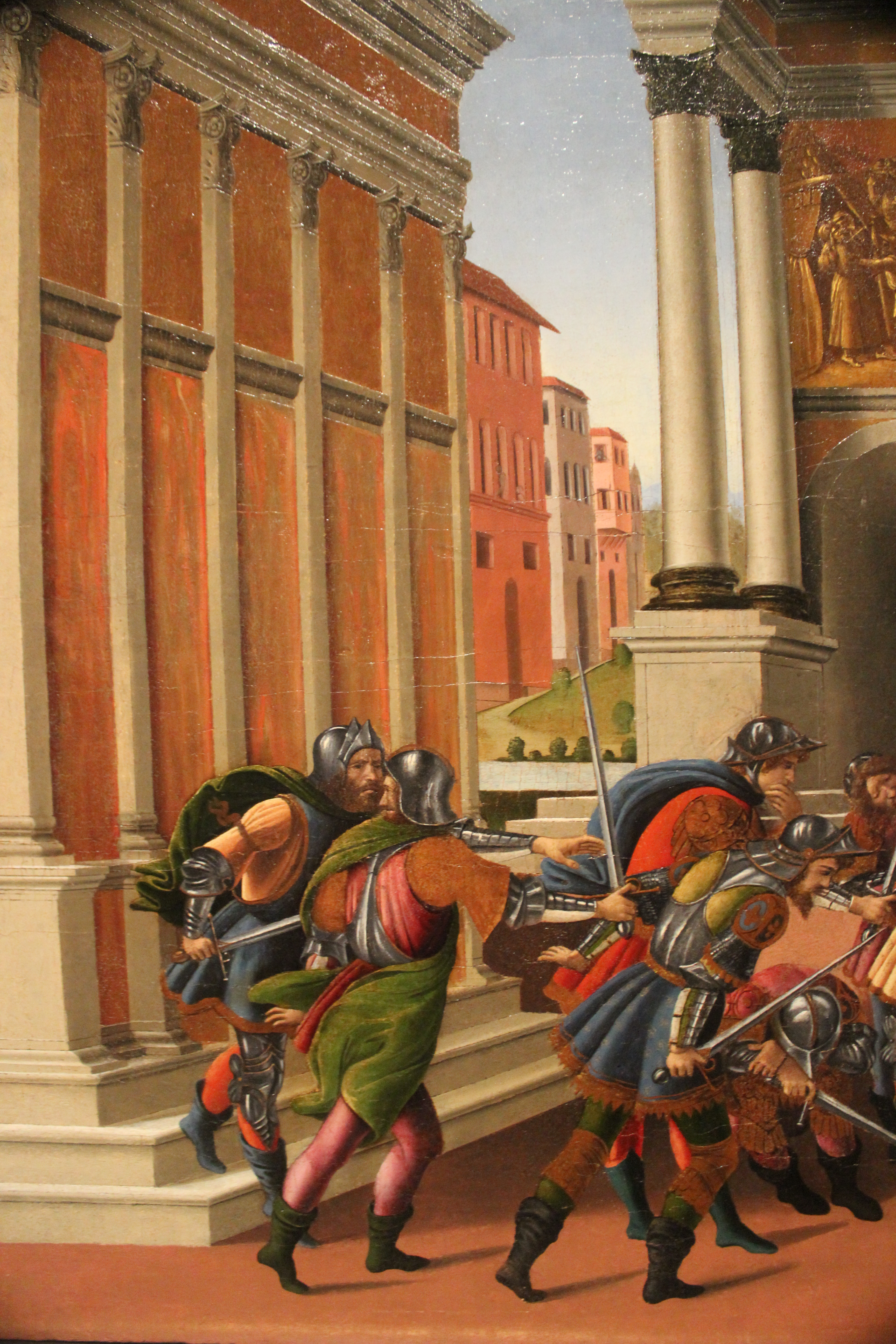
集結する兵士たち
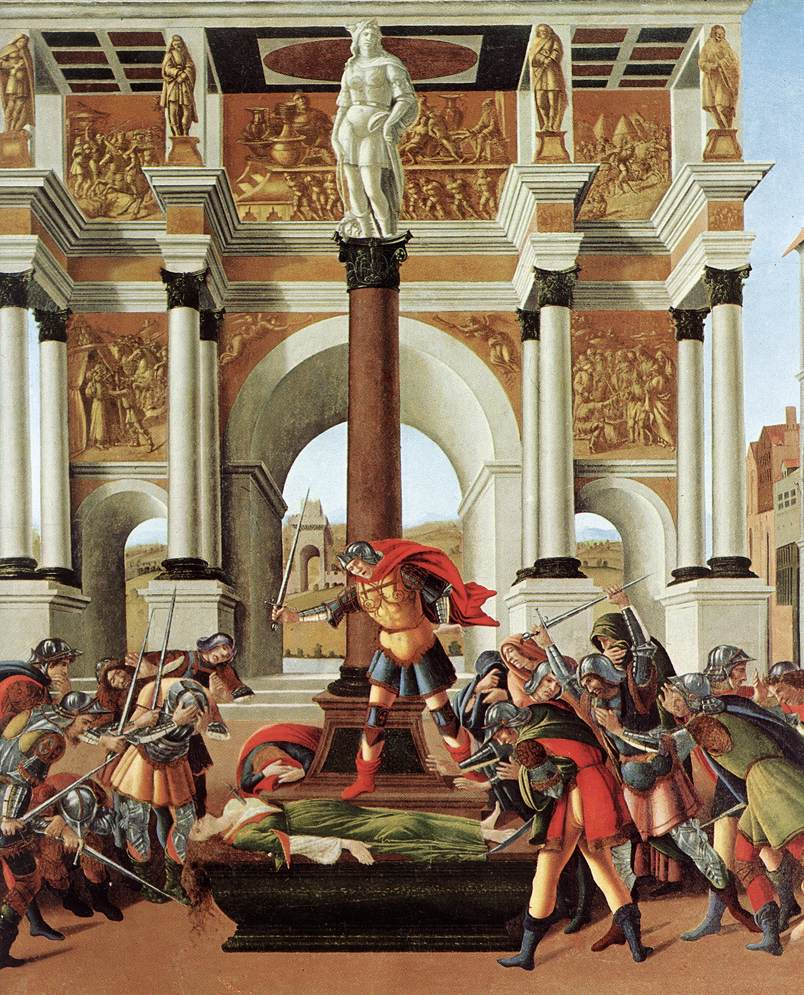
ルクレティアの遺体を前に演説するルキウス・ユニウス・ブルトゥス
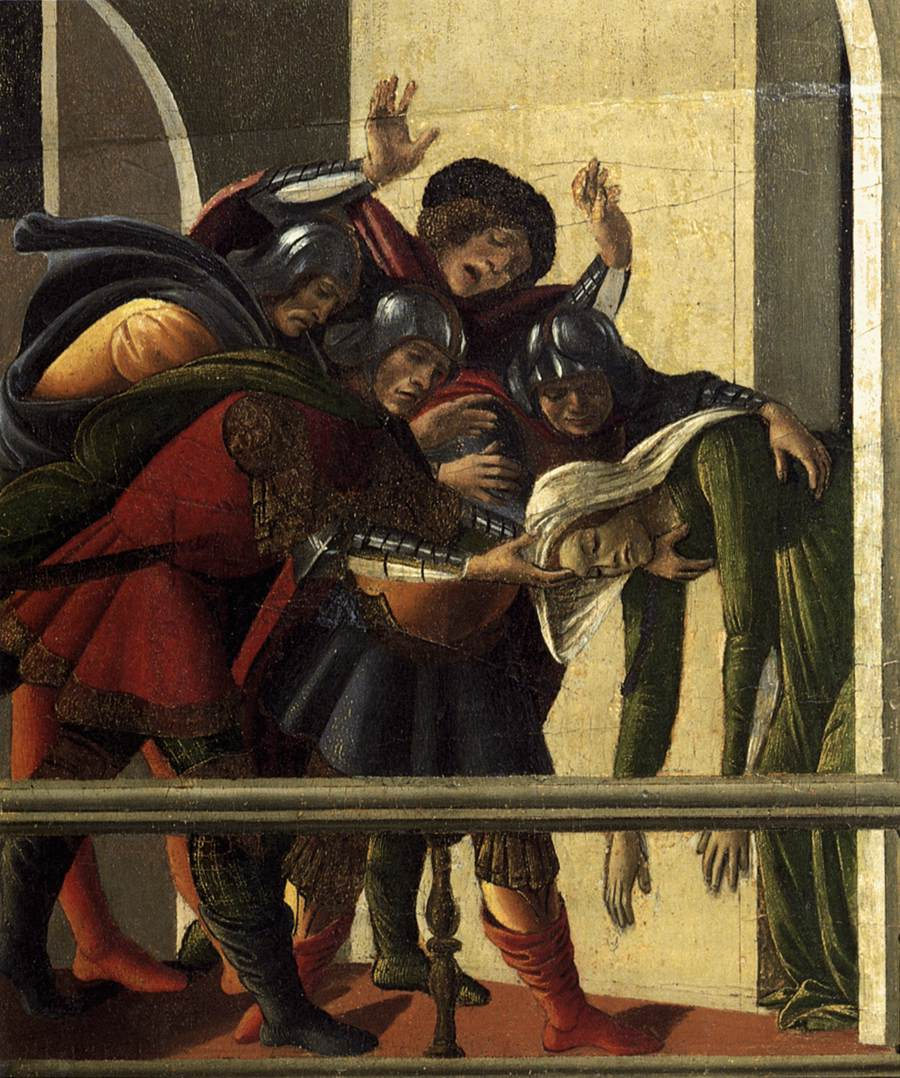
自殺するルクレティアと、倒れこむ彼女を抱きとめるコッラティヌスたち

### 画面中央
・・・市内の至る所から、人々が中央広場に押し寄せてきた。人々が集まると、布告吏が、「人民は騎兵長官のもとに集まれ」と呼びかけた。この時、この公職についていたのはブルトゥス自身であった。その場に立って、ブルトゥスは演説をした。それはこの日まで胸の内に本性を隠しもっていた人のものとは思えなかった。
—リウィウス、『ローマ建国史』1.59（岩谷智訳）
画面中央には烈婦としてルクレティアの遺体が公開されている。ルキウス・ユニウス・ブルトゥスは彼女の遺体の前に立ち、民衆に反乱を起こすことを説き勧め、革命軍に加わる兵を募集している。集まってきた兵士たちは手に剣を持ち、ルクレティアの遺体を見て嘆き悲しんでいる。横たわるルクレティアの胸には、彼女が自殺した際に使用した短剣が今も突き刺さったままであるのが確認できる。ブルトゥスの背後の石柱の頂上には、足元にゴリアテの首を置いたダビデの像が立っている。復讐を求めて自殺した女性が横たわる場面にはあまり向いていないが、政治的状況は適している。ダビデとゴリアテはフィレンツェ共和国の専制政治に対する反乱の象徴であった。ルクレティアは復讐を叫んだが、ブルトゥスは王政の追放を主張し、集会の目的はそれを実行することにあった。凱旋門右上には祭壇の火に手を入れる隻腕の英雄ガイウス・ムキウス・スカエウォラが描かれている。

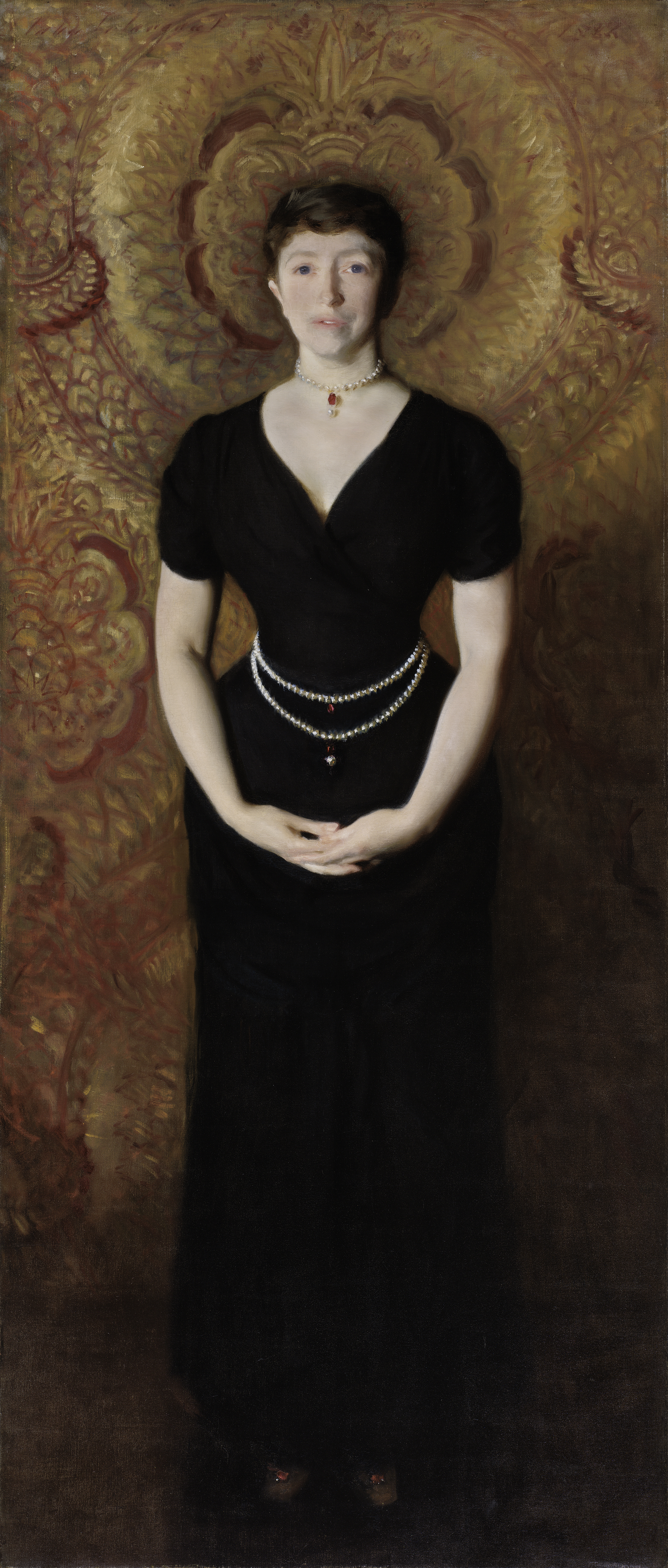
ジョン・シンガー・サージェントの『イザベラ・スチュワート・ガードナーの肖像』。イザベラ・スチュワート・ガードナー美術館所蔵。

伝説的な追悼演説はフォロ・ロマーノで行われたが、ボッティチェッリはその有名な場所を表現しようとはしなかった。実際、絵画の舞台は背景に田園地帯が広がる小さな町に設定されている。ローマから約15キロ離れた場所にあるイタリア中部の都市コラティアではないかと推測する人もいるが、その場所は国家革命の現場ではなかった。いずれの建築物も古典的なローマ建築ではなく、背景の共和国の勝利を記念している凱旋門ですら他のものと異なっている。キュレーターのヒリアード・T・ゴールドファーブ（Hilliard T. Goldfarb）はその代わりに俳優が演劇的に身ぶり手ぶりを交える劇的な舞台シーンであり、またボッティチェッリが「明確な政治的メッセージ」を伝えようとしたことを示唆している。しかし、結婚のカッソーネの内側や椅子の背もたれを明確な政治的メッセージで飾るために、当時最も偉大な芸術家の1人であったボッティチェッリを雇うとは考えにくい。むしろ邸宅の中を飾るためであるとは考えられない。おそらく、板絵はある種の公共の場に展示することを目的としていたと考えられる。
本作品および『ウェルギニアの物語』における全体的な構図や建築要素の使用は、ボッティチェッリの師の息子であり、ボッティチェッリの生徒であったフィリッピーノ・リッピが制作した2作品『ルクレティアの物語』（Le Storie di Lucrezia）および『ウェルギニアの物語』（Le Storie di Virginia）と明らかに類似している。フィリッピーノ・リッピはこれらの作品をボッティチェッリよりも早い1478年から1480年頃に制作している。

## 来歴
本作品はイースト・サセックス州バトルの西に位置するアシュバーナムを本拠地とするイギリス貴族のアシュバーナム伯爵のコレクションとして初めて記録された。購入者はおそらく19世紀初頭にフィレンツェ近郊に数年間住んだことが知られている、第3代アシュバーナム伯爵ジョージ・アシュバーナムと思われる。その後、本作品はアメリカ合衆国の美術収集家イザベラ・スチュワート・ガードナーのコレクションに加わった。イザベラは1894年8月に美術史家バーナード・ベレンソンの手紙を通じて、アシュバーナム卿がボッティチェッリの作品を所有しており、売却してもよいと考えているという助言を受け、同年12月に3,400ポンドで購入した。イザベラはベレンソンの助言で約20点の絵画を購入しているが、『ルクレティアの物語』はその最初の作品となった。また同時にアメリカ合衆国のコレクションに入った最初のボッティチェッリの作品となった。
2019年、『ルクレティアの物語』と『ウェルギニアの物語』はイザベラ・スチュワート・ガードナー美術館で開催された展覧会「Botticelli: Heroines + Heroes」で再会した。

## ギャラリー
関連作品

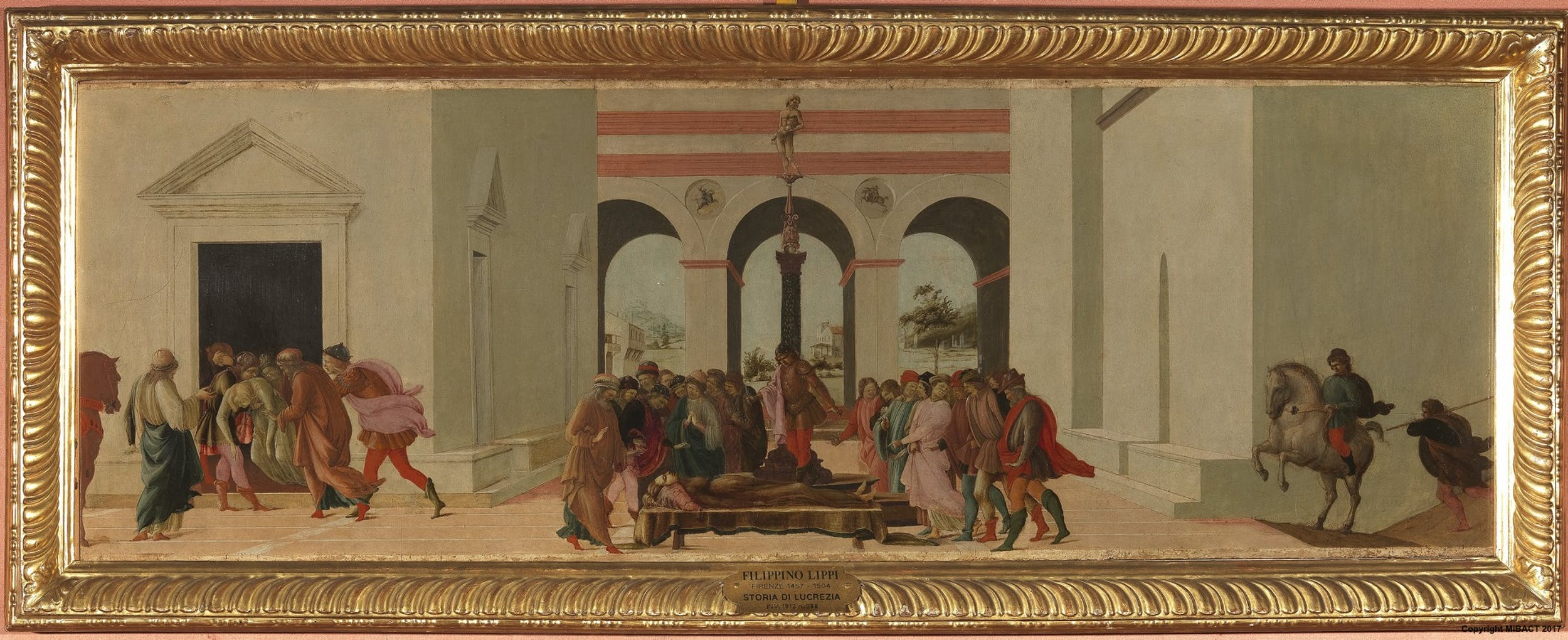
フィリッピーノ・リッピ『ルクレティアの物語』1478年-1480年頃 ウフィツィ美術館所蔵
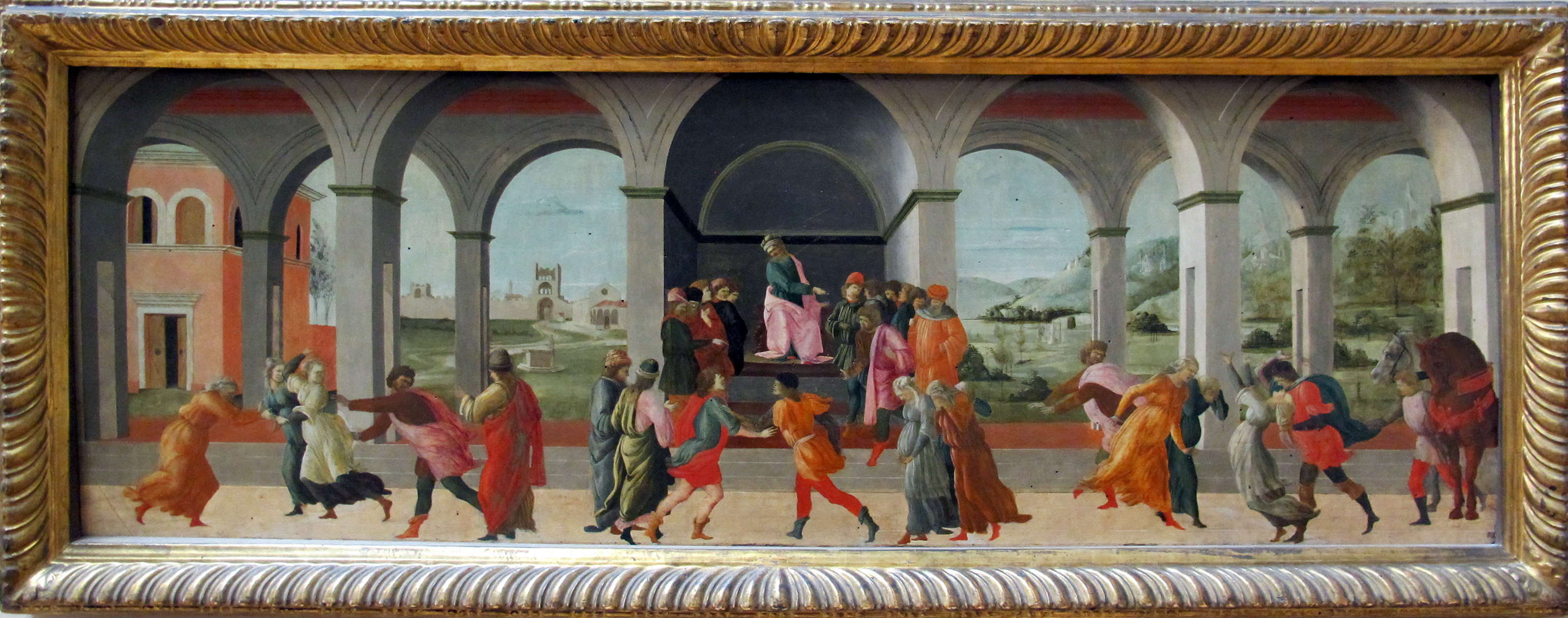
フィリッピーノ・リッピ『ウェルギニアの物語』1478年-1480年頃 ルーヴル美術館所蔵